# Cerkiew św. Jerzego w Ilori
Cerkiew św. Jerzego w Ilori – prawosławna cerkiew w Ilori, w okolicach Oczamczyry w Abchazji, w jurysdykcji niekanonicznego Abchaskiego Kościoła Prawosławnego. 
Cerkiew została wzniesiona w XI w.. Kilkakrotnie przebudowywana, w XVII w. została odnowiona przez Lewana II Dadianiego. W 1736 uległa zniszczeniu, spalona przez Turków, ale jeszcze w XVIII w. odremontowano ją ponownie. W XIX w. została uszkodzona przez pożar, po czym została odremontowana. Ściany świątyni zostały natomiast ozdobione sztukaterią. W XX w. cerkiew w Ilori zaliczała się do najważniejszych ośrodków pielgrzymkowych w Abchazji oraz w zachodniej Gruzji. Była czynna także w ZSRR. Według różnych źródeł jest nadal czynna lub została zamknięta dla kultu po wojnie w Abchazji.
Jest to świątynia halowa, z przestrzenią przeznaczoną dla wiernych wspartą na masywnych pilastrach i półkolistą częścią ołtarzową. Obiekt ma pięć okien, w narożach znajdują się w nim płyty z płaskorzeźbionymi krzyżami.
W 2010 gruzińska telewizja Rustawi 2 poinformowała, iż cerkiew została przebudowana przez stacjonujących w Abchazji Rosjan w taki sposób, by zatrzeć widoczne w niej cechy typowe dla gruzińskiej architektury sakralnej. Pisano o przemalowaniu elewacji i części wnętrza obiektu w taki sposób, by zakryć gruzińskie inskrypcje. Wydarzenie to przedstawiono jako "niszczenie zabytku gruzińskiego przez rosyjskich okupantów", jeden z wielu podobnych epizodów. Inne źródła podawały, że przebudowie poddano kopułę cerkwi, by przybrała kształt typowy dla architektury rosyjskiej, obcy zaś gruzińskiemu budownictwu sakralnemu, ponadto w niebezpieczeństwie zniszczenia znalazły się freski. O zaistniałej sytuacji władze gruzińskie poinformowały UNESCO. Zwierzchnik Abchaskiego Kościoła Prawosławnego, ks. Wissarion Aplia, stwierdził, że informacje o zniszczeniu cerkwi rozpowszechniane przez Gruzinów są fałszywe, gdyż w rzeczywistości w toku prac renowacyjnych przywrócono świątyni pierwotny wygląd, zatarty w czasie rekonstrukcji kilkadziesiąt lat wcześniej. Stwierdził również, że Gruziński Kościół Prawosławny nie ma żadnych praw do świątyni w Ilori, jak również do innych prawosławnych cerkwi w Abchazji, historycznie związanych z katolikosatem Abchazji, niezależnym od katolikosatu Mcchety. Jak stwierdził duchowny, kopuła na cerkwi w Ilori została wzniesiona nie z powodów ideologicznych, ale dlatego, że pierwotna kopuła zawaliła się w czasie wojny w Abchazji. Również przedstawiciele rządu nieuznawanego państwa abchaskiego oraz władz lokalnych stwierdzili, że zabytek nie został zniszczony.